# Список песен Ирины Аллегровой
В данной статье представлен максимально полный и подробный список песен из репертуара Ирины Аллегровой.
В репертуаре певицы насчитывается порядка 400 песен, из которых около 200 являются неизданными (не выходивших на номерных альбомах).
Творческий путь певицы начался в конце 1960-х годов, когда она становится лауреатом Закавказского джазового фестиваля музыкантов-исполнителей в Баку (1969), после чего последовало более 20 лет работы и гастролей в различных коллективах, филармониях, ресторанах, программе варьете: записи этих лет либо не сохранились, либо не осуществлялись. Сама певица ведёт отсчет своего полноценного творческого пути с 1990 года, когда она уходит из популярной на тот момент группы «Электроклуб» в свободное плавание. Точное количество песен и записей И. Аллегровой учесть по вышеуказанным причинам не представляется возможным.
Жёлтым выделены песни, вышедшие на сборниках других исполнителей и композиторов, но не на собственных альбомах певицы. 

Зелёным выделены неизданные песни, исполнявшиеся только на концертных выступлениях и не выходившие на носителях.

Оранжевым выделены неизданные песни, записанные в студии, но никогда не звучавшие в концертных программах и не выходившие на носителях.

Розовым выделены песни, вышедшие лишь в электронной версии альбома, и неизданные на каком-либо физическом носителе.

Без выделения оставлены песни, составляющие дискографию номерных альбомов и выходившие на каких-либо физических носителях (CD, LP, MC).
Песни в таблице представлены в хронологическом порядке.
| Год записи | Год издания | Название песни                                               | Авторы музыки                                             | Авторы текста | Примечания |
| ---------- | ----------- | ------------------------------------------------------------ | --------------------------------------------------------- | --- | --- |
| 1976       | 1976        | Наша песня                                                   | В. Гамалия                                                | М. Танич | Исполнялась в ВИА «Вдохновение». Песня была издана на LP «ВИА „Вдохновение“» |
| 1976       | 1976        | Это — навсегда                                               | В. Хорощанский                                            | Л. Завальнюк | Исполнялась в ВИА «Вдохновение». Песня была издана на LP «ВИА „Вдохновение“» |
| 1976       | 1976        | Водопад                                                      | В. Иванова                                                | В. Луговой | Исполнялась в ВИА «Вдохновение». Песня была издана на LP «ВИА „Вдохновение“» |
| 1976       | 1976        | Песня пришла в армию                                         | Е. Домбровский                                            | О. Гаджикасимов | Исполнялась в ВИА «Вдохновение». Песня была издана на LP «ВИА „Вдохновение“» |
| 1985       | -           | Песочные часы                                                | О. Фельцман                                               | Н. Олев | Исполнялась в ВИА «Огни Москвы». Песня была издана на LP Оскара Фельцмана «Остров детства» |
| 1985       | -           | Голос ребёнка                                                | О. Фельцман                                               | М. Рябинин | Исполнялась в ВИА «Огни Москвы», одно из первых появлений И. Аллегровой на экране состоялось с этой песней на фестивале «Песня-85». Песня была издана на LP Оскара Фельцмана «Остров детства»                                                                        |
| 1985       | -           | Я — любовь                                                   | О. Фельцман                                               | М. Рябинин | Исполнялась в ВИА «Огни Москвы». Песня была издана на LP Оскара Фельцмана «Остров детства» |
| 1985       | -           | Обходись без меня                                            | О. Фельцман                                               | М. Пляцковский | Представлена на «Сборнике Советской Эстрады». Исполнялась в ВИА «Огни Москвы» |
| 1986       | -           | Игры детства (Детские игры)                                  | О. Фельцман                                               | Б. Дубровин | Исполнялась в ВИА «Огни Москвы» |
| 1986       | -           | Голос ребёнка (с оркестром под руководством А. Петухова)     | О. Фельцман                                               | М. Рябинин | Версия для Всесоюзного радио |
| 1986       | -           | Мир полон звуков                                             | А. Корчинский                                             | А. Поперечный | Исполнялась в ВИА «Огни Москвы» |
| 1986       | -           | Навстречу                                                    | А. Морозов                                                | Л. Виноградова | Исполнялась в ВИА «Огни Москвы» |
| 1986       | -           | Игра в четыре руки (дуэт с И. Тальковым)                     | Д. Тухманов                                               | Б. Дубровин | Исполнялась в группе «Электроклуб» |
| 1986       | -           | Три письма (дуэт с И. Тальковым)                             | И. Тальков                                                | И. Тальков | Исполнялась в группе «Электроклуб». Помимо версии, изданной на LP «Золотой камертон- 1», существует более ранняя версия этой песни. С этой песней коллектив становится лауреатом фестиваля «Золотой камертон».                                                       |
| 1986       | -           | Попурри песен Давида Тухманова (дуэт с И. Тальковым)         | Д. Тухманов                                               | неизвестен | Исполнялась в группе «Электроклуб» |
| 1986       | 1987        | Нервы, нервы (дуэт с И. Тальковым)                           | Д. Тухманов                                               | М. Рябинин | Исполнялась в группе «Электроклуб». Была издана на LP и CD «Электроклуб — 1» |
| 1986       | 1987        | Воздушные замки                                              | Д. Тухманов                                               | Л. Фадеев | Исполнялась в группе «Электроклуб». Была издана на LP и CD «Электроклуб — 1» |
| 1986       | 1987        | Но всё-таки лето (дуэт с И. Тальковым)                       | Д. Тухманов                                               | В. Харитонов | Исполнялась в группе «Электроклуб». Была издана на LP и CD «Электроклуб — 1» |
| 1986       | 1987        | Экстрасенс                                                   | Д. Тухманов                                               | С. Осиашвили | Исполнялась в группе «Электроклуб». Была издана на LP и CD «Электроклуб — 1» |
| 1986       | 1987        | Прощальный день (дуэт с И. Тальковым)                        | Д. Тухманов                                               | А. Саед-Шах | Исполнялась в группе «Электроклуб». Была издана на LP и CD «Электроклуб — 1» |
| 1986       | 1987        | Старое зеркало                                               | Д. Тухманов                                               | С. Осиашвили | Исполнялась в группе «Электроклуб». Была издана на LP и CD «Электроклуб — 1». Помимо версии, изданной на LP и CD, существует более ранняя версия, исполненная в полуфинале фестиваля «Песня года» в 1986 г.                                                          |
| 1987       | 1987        | Тёмная лошадка                                               | Д. Тухманов                                               | Л. Рубальская | Исполнялась в группе «Электроклуб». Была издана на LP и CD «Электроклуб — 1» |
| 1987       | 1989        | Синяя роза                                                   | Д. Тухманов                                               | А. Поперечный | Исполнялась в группе «Электроклуб». Была издана на LP и CD «Электроклуб — 2» |
| 1987       | -           | Маленькая зима                                               | Д. Тухманов                                               | М. Рябинин | Исполнялась в группе «Электроклуб» |
| 1987       | -           | Последний день                                               | Л. Квинт                                                  | Б. Дубровин | Исполнялась в группе «Электроклуб» |
| 1987       | -           | День рождения                                                | Д. Тухманов                                               | С. Осиашвили | Исполнялась в группе «Электроклуб». Представлена на LP «День рождения» |
| 1987       | -           | Напрасные слова                                              | Д. Тухманов                                               | Л. Рубальская | Песня прозвучала в сериале «Следствие ведут знатоки». Дело № 20 «Бумеранг». Впоследствии песня стала одной из визитных карточек А. Малинина. |
| 1987       | -           | Облако (Мальчик-облако)                                      | Д. Тухманов                                               | Д. Самойлов | Песня прозвучала в к/ф «Время летать». Вокал за Е. Соловей |
| 1987       | -           | Видеотека                                                    | Д. Тухманов                                               | М. Рябинин | Представлена на «Сборнике Советской Эстрады». Исполнялась в группе «Электроклуб» |
| 1987       | -           | Самый ягодный сезон                                          | Д. Тухманов                                               | А. Саед-Шах | Представлена на MC группы «Электроклуб» «Фото на память». «Сборнике Советской Эстрады». Исполнялась в группе «Электроклуб». Песня имеет другую версию — «Дай мне слово», но с иным текстом.                                                                          |
| 1987       | -           | Прятки                                                       | А. Морозов                                                | Л. Рубальская | Представлена на «Сборнике Советской Эстрады». Исполнялась в группе «Электроклуб» |
| 1988       | 1989        | Дай мне слово                                                | Д. Тухманов                                               | С. Романов | Исполнялась в группе «Электроклуб». Была издана на LP и CD «Электроклуб — 2». Песня имеет другю версию — «Самый ягодный сезон», но с иным текстом. |
| 1988       | 1989        | Ты помнишь Москву? (дуэт с В.Салтыковым)(на англ. яз.)       | Д. Тухманов                                               | В. Харитонов | Исполнялась в группе «Электроклуб». Была издана на LP и CD «Электроклуб — 2» |
| 1988       | -           | Отпусти меня, любовь                                         | О. Фельцман                                               | Р. Казакова | Исполнялась на творческом вечере О. Фельцмана и выходила на авторском альбоме композитора «Ландыши» |
| 1988       | -           | Прощальный день (дуэт с В.Салтыковым)                        | Д. Тухманов                                               | А. Саед-Шах | Исполнялась в группе «Электроклуб» |
| 1989       | -           | Эх я (Эх, я, эх, ты)                                         | Д. Тухманов                                               | М. Рябинин | Исполнялась в группе «Электроклуб» |
| 1989       | -           | Ворожи (Ворожея)                                             | Д. Тухманов                                               | Л. Рубальская | Исполнялась в группе «Электроклуб» |
| 1989       | 1994        | Игрушка                                                      | И. Николаев                                               | П. Жагун | Исполнялась в группе «Электроклуб» и в сольной творческой деятельности. Песня была издана на MC «Странник мой» и CD «Суженый мой» |
| 1989       | 1992        | Глупый мальчишка                                             | И. Николаев                                               | И. Николаев | Исполнялась в группе «Электроклуб» и в сольной творческой деятельности. Песня была издана на LP «Странник мой» и CD «Суженый мой» |
| 1989       | 1992        | Мой ласковый и нежный зверь                                  | И. Николаев                                               | С. Сигарев | Исполнялась в группе «Электроклуб» и в сольной творческой деятельности. Песня была издана на LP «Странник мой» и CD «Суженый мой» |
| 1989       | 1992        | Верьте в любовь, девчонки                                    | И. Николаев                                               | И. Николаев | Исполнялась в группе «Электроклуб» и в сольной творческой деятельности. Песня была издана на LP «Странник мой» и CD «Суженый мой» |
| 1990       | 1992        | Как я соскучилась                                            | И. Николаев                                               | И. Николаев | Песня была издана на LP «Странник мой» и CD «Суженый мой» |
| 1990       | 1992        | Странник мой                                                 | И. Николаев                                               | И. Николаев | Песня была издана на LP «Странник мой» и CD «Суженый мой». Одна из первых визитных карточек И. Аллегровой, ознаменовавшей начало сольной карьеры певицы. |
| 1990       | -           | Верю я (сборная песня)                                       | К. Кельми                                                 | К. Кавалерян | Представлена в альбоме Криса Кельми «Ветер декабря». Исполнялась с другими звёздами в финальном выпуске программы «Что? Где? Когда?» |
| 1990       | -           | Маскарад (сборная песня)                                     | А. Левшин                                                 | С. Осиашвили | Исполнялась с другими звёздами на творческом вечере А. Левшина |
| 1991       | 1992        | Не было печали                                               | И. Николаев                                               | И. Николаев | Песня была издана на LP «Странник мой» и CD «Суженый мой» |
| 1991       | 1992        | Фотография 9х12                                              | И. Николаев                                               | И. Николаев | Песня была издана на LP «Странник мой» и CD «Суженый мой» |
| 1991       | 1992        | Не улетай, любовь                                            | И. Николаев                                               | И. Николаев | Песня была издана на LP «Странник мой» и CD «Суженый мой». Песня дала название первой сольной программе певицы, представленной И. Аллегровой тремя концертами в СК «олимпийский» в 1992 г.                                                                           |
| 1991       | -           | Озеро надежды                                                | И. Николаев                                               | И. Николаев | Песня была написана специально для Ирины Аллегровой, но исполнять песню стала Алла Пугачёва |
| 1991       | 1994        | Транзит (Транзитный пассажир)                                | В. Чайка                                                  | Л. Рубальская | Песня была издана на CD «Суженый мой» |
| 1992       | 1994        | Свеча (Свечка-свеча)                                         | И. Николаев                                               | И. Николаев | Песня была издана на CD «Суженый мой» |
| 1992       | 1994        | Суженый мой                                                  | И. Николаев                                               | И. Кохановский | Песня была издана на CD «Суженый мой» |
| 1992       | 1994        | Бабник                                                       | В. Чайка                                                  | С. Осиашвили | Песня была издана на CD «Суженый мой» |
| 1992       | 1994        | Младший лейтенант                                            | И. Николаев                                               | И. Николаев | Песня была издана на CD «Суженый мой» |
| 1992       | 1994        | Над пропастью во ржи                                         | И. Крутой                                                 | И. Николаев | Песня была издана на CD «Угонщица» |
| 1992       | 1994        | Ключи                                                        | В. Добрынин                                               | Л. Рубальская | Песня была издана на CD «Угонщица» |
| 1992       | 1994        | Войди в меня                                                 | И. Николаев                                               | И. Николаев | Песня была издана на CD «Угонщица» |
| 1992       | 1994        | Привет, Андрей                                               | И. Николаев                                               | И. Николаев | Песня была издана на CD «Угонщица» |
| 1992       | -           | Миражи (дуэт с И. Николаевым)                                | И. Николаев                                               | И. Николаев | Представлена в альбоме Игоря Николаева «Малиновое вино» |
| 1993       | 1994        | Угонщица                                                     | В. Чайка                                                  | Л. Рубальская | Песня была издана на CD «Угонщица» |
| 1993       | 1994        | Сквозняки                                                    | В. Чайка                                                  | Л. Рубальская | Песня была издана на CD «Угонщица» |
| 1993       | 1994        | Золото любви                                                 | И. Крутой                                                 | И. Николаев | Песня была издана на CD «Угонщица» |
| 1994       | 1994        | Сама                                                         | В. Чайка                                                  | В. Чайка | Песня была издана на CD «Угонщица». Помимо версии, изданной на CD, существует версия без монолога |
| 1994       | 1994        | Ты мне нужен                                                 | И. Крутой                                                 | Р. Казакова | Песня была издана на CD «Угонщица» |
| 1994       | 1994        | Нежданный гость                                              | О. Фельцман                                               | Ю. Гарин | Песня была издана на CD «Угонщица» |
| 1994       | 1994        | Я тебя отвоюю                                                | И. Крутой                                                 | М. Цветаева | Песня была издана на CD «Угонщица». Помимо версии, изданной на CD, существует другая версия, которая была использована в качестве звуковой дорожки в одноимённом клипе                                                                                               |
| 1994       | 1994        | Безответная любовь                                           | И. Крутой                                                 | Р. Казакова | Песня была издана на CD «Угонщица». Помимо версии, изданной на CD, существует live-версия этой, представленная на фестивале "Хит-парад «Останкино» |
| 1994       | 1997        | Купи девчоночку                                              | В. Быстряков                                              | Ю. Гарин | Песня была издана на CD «Императрица» |
| 1994       | -           | Ангел-хранитель мой (сборная песня) / версия 1994 г.         | И. Крутой                                                 | И. Николаев | Представлена на авторском сборнике Игоря Крутого «Любовь, похожая на сон». Исполнялась с другими звёздами на творческом вечере И. Крутого |
| 1994       | -           | Песня остаётся с человеком (сборная песня) / версия 1994 г.  | А. Островский                                             | С. Островой | Представлена на сборнике «Песня — 98». Исполнялась с другими звёздами на финальном концерте фестиваля «Песня года» 1994—2002 гг. |
| 1995       | 1996        | Целуй меня                                                   | И. Крутой                                                 | Т. Тутова | Песня была издана на CD «Я тучи разведу руками». Помимо версии, изданной на CD, существует версия, исполненная в концертной программе «Звуковая дорожка» |
| 1995       | 1996        | Ладони                                                       | И. Крутой                                                 | Е. Кемеровский | Песня была издана на CD «Я тучи разведу руками». Помимо версии, изданной на CD, существует более ранняя, концертная версия этой песни |
| 1995       | 1996        | Занавес                                                      | И. Крутой                                                 | И. Резник | Песня была издана на CD «Я тучи разведу руками». Помимо версии, изданной на CD, существуют две версии песни, одна из которых прозвучала в шоу-программе «Императрица», другая — в концертной программе «Шарман-шоу»                                                  |
| 1995       | 1996        | Исповедь                                                     | И. Крутой                                                 | Ю. Рыбчинский | Песня была издана на CD «Я тучи разведу руками». Помимо версии, изданной на CD, существует более ранняя, концертная версия этой песни |
| 1995       | 1997        | Императрица                                                  | И. Николаев                                               | И. Николаев | Песня была издана на CD «Императрица» |
| 1995       | 1997        | Последнее танго в Париже                                     | В. Назаров                                                | Ю. Рыбчинский | Песня была издана на CD «Императрица» |
| 1995       | 1997        | Мулен Руж                                                    | С. Кучменко                                               | Ю. Рыбчинский | Песня была издана на CD «Императрица» |
| 1995       | -           | Причина                                                      | Я. Свердлов                                               | Н. Пляцковская | Представлена на сборнике «У Ксюши. Выпуск 2» |
| 1996       | 1996        | Я тучи разведу руками                                        | И. Крутой                                                 | И. Резник | Песня была издана на CD «Я тучи разведу руками». Песня дала название одноимённо программе певицы, однако в тексте песни звучит «я тучи разгоню руками» |
| 1996       | 1996        | Любовница                                                    | И. Крутой                                                 | Ю. Рыбчинский | Песня была издана на CD «Я тучи разведу руками» |
| 1996       | 1996        | Медовый месяц                                                | И. Крутой                                                 | И. Николаев | Песня была издана на CD «Я тучи разведу руками» |
| 1996       | 1996        | Ну и пусть                                                   | И. Крутой                                                 | И. Николаев | Песня была издана на CD «Я тучи разведу руками» |
| 1996       | 1996        | Девочка по имени Хочу                                        | И. Крутой                                                 | А. Арканов | Песня была издана на CD «Я тучи разведу руками» |
| 1996       | 1996        | Именины чёрствые                                             | И. Крутой                                                 | Н. Зиновьев | Песня была издана на CD «Я тучи разведу руками» |
| 1996       | 1996        | Вчера                                                        | И. Крутой                                                 | И. Николаев | Песня была издана на CD «Я тучи разведу руками» |
| 1996       | 1996        | Свадебные цветы                                              | И. Крутой                                                 | И. Николаев | Песня была издана на CD «Я тучи разведу руками» |
| 1996       | 1996        | Ожидание                                                     | И. Крутой                                                 | Н. Зиновьев | Песня была издана на CD «Я тучи разведу руками» |
| 1996       | 1996        | Любишь или нет                                               | И. Крутой                                                 | И. Николаев | Песня была издана на CD «Я тучи разведу руками» |
| 1996       | 1998        | Незаконченный роман (дуэт с И. Крутым)                       | И. Крутой                                                 | К. Арсенев | Песня была издана на CD «Незаконченный роман» |
| 1996       | -           | С той далёкой нашей ночи (дуэт с В. Чайкой) / версия 1996 г. | В. Чайка                                                  | Л. Рубальская | Была исполнена на творческом вечере Виктора Чайки |
| 1996       | -           | Белый свет                                                   | О. Фельцман                                               | И. Шаферан, М. Танич | Представлена на сборнике «Старые песни о главном — 2». Исполнялась в фильме «Старые песни о главном — 2» |
| 1997       | 1997        | Подари эту ночь                                              | А. Гарнизов                                               | Ю. Гарин | Песня была издана на CD «Императрица» |
| 1997       | 1997        | Измена                                                       | А. Лукьянов                                               | Л. Рубальская | Песня была издана на CD «Императрица» |
| 1997       | 1997        | Отпусти меня (Незаконный мой)                                | А. Гарнизов                                               | Ю. Гарин | Песня была издана на CD «Императрица» |
| 1997       | 1997        | Последнее письмо                                             | С. Кучменко                                               | неизвестен | Песня была издана на CD «Императрица» |
| 1997       | 1997        | Балерина                                                     | С. Кучменко                                               | Т. Залужная | Песня была издана на CD «Императрица» |
| 1997       | 1997        | Охотник                                                      | С. Кучменко                                               | Г. Белкин | Песня была издана на CD «Императрица» |
| 1997       | 1997        | Подружка                                                     | И. Демарин                                                | М. Танич | Песня была издана на CD «Императрица» |
| 1997       | -           | Ангел-хранитель мой (сборная песня) / версия 1997 г.         | И. Крутой                                                 | И. Николаев | Исполнялась с другими звёздами на творческом вечере И. Крутого. Принципиальное отличие от версии 1994 г. состоит в исполнении двух партий |
| 1997       | -           | Песня остается с человеком (сборная песня) / версия 1997 г.  | А. Островский                                             | С. Островой | Исполнялась с другими звёздами на финальном концерте фестиваля «Песня года» 1997 г. в Киеве. Принципиальное отличие от версии 1994 г. состоит в исполнении двух партий                                                                                               |
| 1997       | 1998        | Бабы-стервы                                                  | И. Крутой                                                 | С. Осиашвили | Песня была издана на CD «Незаконченный роман» |
| 1997       | 1998        | Остров тысячи поцелуев                                       | И. Крутой                                                 | Т. Назарова | Песня была издана на CD «Незаконченный роман» |
| 1997       | 1998        | Её Высочество                                                | И. Крутой                                                 | Е. Муравьёв | Песня была издана на CD «Незаконченный роман». Помимо версии, изданной на CD, существует более ранняя версия с бэк-вокалом И. Крутого |
| 1997       | 1998        | Весна в раю                                                  | И. Крутой                                                 | К. Арсенев | Песня была издана на CD «Незаконченный роман» |
| 1997       | 1998        | Капитан                                                      | И. Крутой                                                 | В. Пеленягрэ | Песня была издана на CD «Незаконченный роман» |
| 1997       | 1998        | Сударь                                                       | И. Крутой                                                 | И. Резник | Песня была издана на CD «Незаконченный роман». Помимо версии, изданной на CD, существует более ранняя версия этой песни, исполненная на творческом вечере И. Крутого                                                                                                 |
| 1997       | 1998        | Улыбка папы                                                  | И. Крутой                                                 | С. Романов | Песня была издана на CD «Незаконченный роман» |
| 1998       | 1998        | Монолог                                                      | И. Крутой                                                 | В. Пеленягрэ | Песня была издана на CD «Незаконченный роман» |
| 1998       | 1998        | Люблю мужчин                                                 | И. Крутой                                                 | Ю. Кадышева | Песня была издана на CD «Незаконченный роман» |
| 1998       | 1998        | Я улыбнусь тебе сквозь слёзы                                 | И. Крутой                                                 | С. Осиашвили | Песня была издана на CD «Незаконченный роман» |
| 1998       | 1998        | Повелитель удовольствий                                      | И. Крутой                                                 | К. Арсенев | Песня была издана на CD «Незаконченный роман» |
| 1998       | 1998        | Не опоздай                                                   | И. Крутой                                                 | С. Бесчастный | Песня была издана на CD «Незаконченный роман» |
| 1998       | 1998        | Ночные лилии                                                 | И. Крутой                                                 | В. Пеленягрэ | Песня была издана на CD «Незаконченный роман» |
| 1998       | -           | Двое                                                         | И. Крутой                                                 | К. Арсенев | Представлена на авторском сборнике Игоря Крутого «Песни Игоря Крутого. Часть 3» |
| 1998       | -           | Хулиган                                                      | И. Крутой                                                 | В. Пеленягрэ | Представлена на авторском сборнике Игоря Крутого «Песни Игоря Крутого. Часть 3» |
| 1998       | -           | Столик на двоих (дуэт с И. Крутым)                           | И. Крутой                                                 | И. Николаев | Представлена на авторском сборнике Игоря Крутого «Песни Игоря Крутого. Часть 3» |
| 1998       | -           | Колыбельная                                                  | И. Крутой                                                 | К. Арсенев | Представлена на авторском сборнике Игоря Крутого «Песни Игоря Крутого. Часть 4» |
| 1998       | -           | Ты ответишь за базар                                         | И. Крутой                                                 | Л. Рубальская | Представлена на авторском сборнике Игоря Крутого «Песни Игоря Крутого. Часть 4» |
| 1998       | -           | Закончить незаконченный роман (дуэт с И. Крутым)             | И. Крутой                                                 | К. Арсенев | Песня — вариация по мотивам «Незаконченного романа», но с «новогодним» текстом, прозвучала на «Новогоднем огоньке» |
| 1998       | -           | Право последней ночи                                         | И. Крутой                                                 | Е. Муравьёв | |
| 1999       | -           | Я уеду к Сильвестру Сталлоне                                 | И. Крутой                                                 | Е. Муравьёв | |
| 1999       | -           | Сероглазый князь                                             | И. Аллегрова                                              | Л. Виноградова | |
| 1999       | -           | Тропиканка (Besame mucho) (со вставками на испан. яз.)       | Л. Квинт                                                  | Л. Квинт | |
| 1999       | -           | Песня о друге                                                | И. Крутой                                                 | К. Арсенев | |
| 1999       | -           | Нежность                                                     | И. Крутой                                                 | К. Арсенев | |
| 1999       | -           | В золоте ночей                                               | И. Крутой                                                 | В. Пеленягрэ | |
| 1999       | -           | На пристани Монтевидео                                       | И. Крутой                                                 | В. Пеленягрэ | |
| 1999       | -           | Титаник                                                      | И. Крутой                                                 | В. Пеленягрэ | |
| 1999       | -           | По цветам запоздалым                                         | И. Крутой                                                 | В. Пеленягрэ | |
| 1999       | 1999        | Театр                                                        | А. Укупник                                                | Е. Муравьёв | Песня была издана на CD «Театр» |
| 1999       | 1999        | Безобразница Луна                                            | А. Укупник                                                | К. Крастошевский | Песня была издана на CD «Театр» |
| 1999       | 1999        | Качели                                                       | А. Укупник                                                | Е. Муравьёв | Песня была издана на CD «Театр». Помимо версии, изданной на CD, существует более ранняя версия, в которой отсутствует смех |
| 1999       | 1999        | Дон Жуан                                                     | А. Укупник                                                | Ю. Рыбчинский | Песня была издана на CD «Театр» |
| 1999       | 1999        | Не первый                                                    | В. Чайка                                                  | Л. Рубальская | Песня была издана на CD «Театр» |
| 1999       | 1999        | Двадцать раз                                                 | В. Чайка                                                  | Л. Рубальская | Песня была издана на CD «Театр» |
| 1999       | 1999        | Обними меня                                                  | И. Азаров                                                 | Р. Лисиц | Песня была издана на CD «Театр» |
| 1999       | 1999        | Девять с половиной недель                                    | А. Укупник                                                | К. Крастошевский | Песня была издана на CD «Театр» |
| 1999       | 1999        | Итальянец                                                    | И. Азаров                                                 | Р. Лисиц | Песня была издана на CD «Театр» |
| 1999       | 1999        | Ой, не надо                                                  | А. Укупник                                                | Л. Рубальская | Песня была издана на CD «Театр» |
| 1999       | 1999        | Праздник прощания                                            | В. Чайка                                                  | А. Вулых | Песня была издана на CD «Театр» |
| 1999       | 1999        | Одиночество моё                                              | В. Чайка                                                  | Е. Муравьёв | Песня была издана на CD «Театр» |
| 1999       | 1999        | Гарем (Выбор)                                                | А. Укупник                                                | Е. Муравьёв | Песня была издана на CD «Театр» |
| 1999       | 1999        | Шалая                                                        | И. Азаров                                                 | О. Клименкова | Песня была издана на CD «Театр» |
| 1999       | 1999        | Смешная история                                              | А. Укупник                                                | Ю. Гарин | Песня была издана на CD «Театр» |
| 1999       | 1999        | Странник мой (ремейк) / версия 1999 г.                       | И. Николаев                                               | И. Николаев | Песня была издана на CD «Всё сначала» |
| 2000       | -           | Сцена (А я судьбу благодарю; Ва-банк)                        | А. Гарнизов                                               | Ю. Гарин | |
| 2000       | -           | Мой генерал (дуэт с В. Винокуром)                            | А. Гарнизов                                               | Ю. Гарин | Представлена на авторском сборнике Юрия Гарина к 70-летию юбиляра |
| 2000       | -           | Мой милый Костя                                              | Ю. Эрикона                                                | Ю. Эрикона | Представлена на авторском сборнике Юрия Эриконы «Тихая и светлая история» |
| 2000       | -           | Тихая и светлая история                                      | Ю. Эрикона                                                | Ю. Эрикона | Представлена на авторском сборнике Юрия Эриконы «Тихая и светлая история» |
| 2000       | -           | Белая птица                                                  | Ю. Эрикона                                                | Ю. Эрикона | Представлена на авторском сборнике Юрия Эриконы «Тихая и светлая история» |
| 2000       | -           | Сплетни                                                      | Ю. Эрикона                                                | Ю. Гарин | Представлена на авторском сборнике Юрия Эриконы «Тихая и светлая история» |
| 2000       | -           | Клоун                                                        | Ю. Эрикона                                                | Ю. Гарин | Представлена на авторском сборнике Юрия Эриконы «Тихая и светлая история» |
| 2000       | -           | Транзит (Транзитный пассажир) (ремейк)                       | В. Чайка                                                  | Л. Рубальская | |
| 2000       | -           | Угонщица (дуэт с В. Чайкой)                                  | В. Чайка                                                  | Л. Рубальская | |
| 2000       | -           | С той далёкой нашей ночи (дуэт с В. Чайкой) / версия 2000 г. | В. Чайка                                                  | Л. Рубальская | Была исполнена на творческом вечере Ларисы Рубальской |
| 2000       | -           | Шансонетка (дуэт с А. Буйновым)                              | В. Лоткин                                                 | Е. Небылова | |
| 2000       | -           | Соблазны                                                     | В. Лоткин                                                 | Е. Небылова | |
| 2000       | -           | Так не должно быть (дуэт с Д. Тухмановым)                    | Д. Тухманов                                               | Л. Дербенёв | Представлена на авторском сборнике Давида Тухманова «Избранное» |
| 2000       | -           | Вспоминай меня                                               | В. Добрынин                                               | В. Тушнова | Представлена на авторском сборнике Вячеслава Добрынина «Браво, Маэстро — 2». Песня в разные годы исполнялась А. Пугачёвой и С. Ротару |
| 2000       | -           | Сто процентов любви (сборная песня)                          | А. Укупник                                                | К. Крастошевский | Исполнялась с другими звёздами на творческом вечере А. Укупника |
| 2000       | 2001        | Без вины виновата я                                          | А. Шевченко                                               | А. Шевченко | Песня была издана на CD «Всё сначала» |
| 2000       | 2001        | Аккордеон                                                    | А. Укупник                                                | С. Соколкин | Песня была издана на CD «Всё сначала» |
| 2000       | 2001        | Александрит от Александра                                    | А. Укупник                                                | Е. Муравьёв, Л. Фомина | Песня была издана на CD «Всё сначала» |
| 2000       | 2001        | Смятение                                                     | Д. Тухманов                                               | А. Ахматова | Песня была издана на CD «Всё сначала» |
| 2000       | 2001        | Холодно                                                      | И. Азаров                                                 | Р. Лисиц | Песня была издана на CD «Всё сначала» |
| 2000       | 2001        | Треснувший диск                                              | Е. Кобылянский                                            | С. Осиашвили | Песня была издана на CD «Всё сначала» |
| 2000       | 2001        | Дикая волчица                                                | О. Сорокин                                                | А. Вулых | Песня была издана на CD «Всё сначала» |
| 2000       | 2001        | Старый знакомый (дуэт с И. Николаевым)                       | И. Николаев                                               | И. Николаев | Песня была издана на CD «Всё сначала». Помимо версии, изданной на CD, существует более ранняя версия этой песни |
| 2000       | 2001        | Мама (дуэт с Л. Аллегровой)                                  | А. Гарнизов                                               | Ю. Гарин | Песня была издана на CD «Всё сначала» |
| 2000       | 2001        | Океан любви                                                  | А. Гарнизов                                               | Ю. Гарин | Песня была издана на CD «Всё сначала» |
| 2000       | 2001        | Младший лейтенант (ремейк)                                   | И. Николаев                                               | И. Николаев | Песня была издана на CD «Всё сначала» |
| 2000       | 2001        | Фотография 9х12 (ремейк)                                     | И. Николаев                                               | И. Николаев | Песня была издана на CD «Всё сначала» |
| 2001       | 2001        | Всё нормально                                                | А. Лукьянов                                               | А. Лукьянов | Песня была издана на CD «Всё сначала» |
| 2001       | 2001        | Нечаянная радость                                            | М. Балакириев                                             | М. Балакириев | Песня была издана на CD «Всё сначала» |
| 2001       | 2001        | Нежность                                                     | А. Пахмутова                                              | Н. Добронравов, С. Гребенников                                                                                               | Песня была издана на CD «Всё сначала» |
| 2001       | 2001        | Канарейка                                                    | И. Азаров                                                 | Р. Лисиц | Песня была издана на CD «Всё сначала» |
| 2001       | 2001        | Обалденные глаза                                             | А. Лукьянов                                               | С. Соколкин | Песня была издана на CD «Всё сначала» |
| 2001       | 2001        | Всё сначала                                                  | Ю. Донская                                                | Ю. Старостина | Песня была издана на CD «Всё сначала» |
| 2001       | -           | Мама (соло-версия)                                           | А. Гарнизов                                               | Ю. Гарин | |
| 2001       | -           | Машинист электровоза (дуэт с Ю. Гальцевым)                   | А. Зубков                                                 | С. Соколкин | Была исполнена в шоу Елены Степаненко «Кышкин дом» |
| 2001       | 2019        | Скажи мне, Коля                                              | О. Фельцман                                               | Ю. Гарин | Представлена на авторском сборнике Юрия Гарина к 70-летию юбиляра. Помимо студийной версии, существует ещё концертная версия, исполняемая в гастрольном туре, с немного изменёнными словами Песня была издана в цифровом варианте на различных музыкальных площадках |
| 2001       | -           | Налей вина (Праздники любви)                                 | О. Фельцман                                               | Ю. Гарин | Представлена на авторском сборнике Юрия Гарина к 70-летию юбиляра |
| 2001       | 2019        | Бабушки                                                      | И. Аллегрова                                              | Ю. Гарин | Помимо студийной версии, существует ещё концертная версия, исполнявшаяся в гастрольном туре Песня была издана в цифровом варианте на различных музыкальных площадках                                                                                                 |
| 2001       | -           | Сведу с ума                                                  | А. Сычёв                                                  | С. Соколкин | Первая версия песни, впоследствии вышедшая в иной аранжировке и ритме в альбоме «Аллегрова 2007» |
| 2001       | -           | Come vorrei (дуэт с Н. Басковым) (на итальян. яз.)           | D. Farina                                                 | С. Minellono | |
| 2001       | -           | Ангел завтрашнего дня (дуэт с Г. Лепсом)                     | Е. Кобылянский                                            | К. Кавалерян | Представлена в альбоме Григория Лепса «На струнах дождя». Помимо студийной версии, существует ещё live-версия этой песни, исполненная в РК «Метелица» |
| 2001       | 2019        | Бессонница                                                   | А. Савченко                                               | А. Савченко | Песня была издана в цифровом варианте на различных музыкальных площадках |
| 2001       | -           | Фантом                                                       | неизвестен                                                | неизвестен | |
| 2001       | 2019        | Ария Сильвы                                                  | И. Кальман                                                | В. Михайлов, Д. Толмачев | Ария Сильвы из оперетты И. Кальмана «Королева чардаша» Песня была издана в цифровом варианте на различных музыкальных площадках |
| 2001       | 2019        | Знаешь, папа                                                 | Ю. Донская                                                | С. Соколкин | Песня была издана в цифровом варианте на различных музыкальных площадках |
| 2002       | 2002        | Проклятая любовь                                             | А. Гарнизов                                               | Е. Муравьёв | Песня была издана на CD «По лезвию любви». Помимо студийной версии, существует ещё концертная версия, которая была исполнена в программе «По лезвию любви» |
| 2002       | 2002        | Храм любви                                                   | А. Гарнизов                                               | Е. Муравьёв | Песня была издана на CD «По лезвию любви» |
| 2002       | 2002        | Океан любви (ремейк)                                         | А. Гарнизов                                               | Ю. Гарин | Песня была издана на CD «По лезвию любви». Помимо студийной версии, существует ещё концертная версия, которая была исполнена в программе «По лезвию любви» |
| 2002       | 2002        | Убереги его                                                  | И. Азаров                                                 | Р. Лисиц | Песня была издана на CD «По лезвию любви» |
| 2002       | 2002        | Я плачу                                                      | А. Гарнизов                                               | А. Гарнизов, Е. Муравьёв, И. Аллегрова                                                                                       | Песня была издана на CD «По лезвию любви» |
| 2002       | 2002        | Горькая вишня                                                | А. Гарнизов                                               | А. Гарнизов | Песня была издана на CD «По лезвию любви» |
| 2002       | 2002        | Две короткие встречи                                         | И. Азаров                                                 | Р. Лисиц | Песня была издана на CD «По лезвию любви» |
| 2002       | 2002        | Ты и я                                                       | А. Гарнизов                                               | А. Гарнизов | Песня была издана на CD «По лезвию любви» |
| 2002       | 2002        | Невинная любовь                                              | А. Гарнизов                                               | А. Гарнизов | Песня была издана на CD «По лезвию любви» |
| 2002       | 2002        | Скрипач                                                      | Ю. Донская                                                | О. Куланина | Песня была издана на CD «По лезвию любви» |
| 2002       | 2002        | Розы на снегу                                                | А. Гарнизов                                               | А. Гарнизов | Песня была издана на CD «По лезвию любви» |
| 2002       | 2002        | Проще простого                                               | А. Гарнизов                                               | Е. Муравьёв | Песня была издана на CD «По лезвию любви» |
| 2002       | 2002        | Корабль любви                                                | А. Гарнизов                                               | Ю. Гарин | Песня была издана на CD «По лезвию любви» |
| 2002       | 2002        | Долюби любовь                                                | Ю. Донская                                                | С. Соколкин | Песня была издана на CD «По лезвию любви» |
| 2002       | 2002        | Подари эту ночь (ремейк)                                     | А. Гарнизов                                               | Ю. Гарин | Песня была издана на CD «По лезвию любви» |
| 2002       | 2002        | Мы вдвоём (дуэт с А. Гарнизовым)                             | А. Гарнизов                                               | Ю. Гарин | Песня была издана на CD «По лезвию любви» |
| 2002       | 2003        | Кошелёчки                                                    | А. Гарнизов                                               | Ю. Гарин | Песня была издана на CD «По лезвию любви» |
| 2002       | -           | Serenata (дуэт с Т. Кутуньо)(на русск. и итальян. языке)     | T. Cutugno                                                | В. Паллавичини, А. Вулых | Представлена на сборнике «Сан-Ремо. Невероятные концерты итальянцев в России» |
| 2002       | 2019        | По лезвию любви (пролог)                                     | А. Гарнизов                                               | А. Гарнизов, Е. Муравьёв | Песня была издана в цифровом варианте на различных музыкальных площадках |
| 2002       | -           | По лезвию любви (эпилог)                                     | А. Гарнизов                                               | И. Аллегрова | |
| 2002       | 2019        | Странная ночь                                                | А. Гарнизов                                               | А. Гарнизов | Песня была издана в цифровом варианте на различных музыкальных площадках |
| 2002       | -           | Пролог (Монолог, Автограф)                                   | А. Ситковецкий                                            | М. Пушкина, Б. Баркас | |
| 2002       | 2019        | Маэстро первых поцелуев                                      | Ю. Донская                                                | С. Соколкин | Песня была издана в цифровом варианте на различных музыкальных площадках |
| 2002       | -           | Счастье позднее                                              | Ю. Донская                                                | О. Куланина | |
| 2002       | -           | Полнолуние                                                   | Ю. Донская                                                | О. Куланина | |
| 2002       | -           | Проще простого (дуэт с А. Бердниковым)                       | А. Гарнизов                                               | Е. Муравьёв | Песня была исполнена в live-версии на отчётном концерте «Фабрики звёзд — 1» |
| 2003       | 2003        | Королева Ночь                                                | А. Гарнизов                                               | Ю. Гарин | Песня была издана на CD «По лезвию любви». Помимо версии на CD, существует более ранняя версия этой песни |
| 2003       | 2004        | Одинокая                                                     | А. Гарнизов                                               | Е. Муравьёв | Песня была издана на CD «Пополам» и «С днём рождения». Помимо двух версий, изданных на CD, существует ещё три, одна из которых прозвучала в шоу-программе «Мы вдвоём», вторая — в шоу-программе «Салют, любовь», третья — на юбилейном концерте А. Волочковой        |
| 2003       | 2004        | Бубны, черви                                                 | А. Гарнизов                                               | Е. Муравьёв | Песня была издана на CD «Пополам» |
| 2003       | 2004        | Пополам                                                      | А. Гарнизов                                               | Е. Муравьёв | Песня была издана на CD «Пополам» |
| 2003       | 2005        | Свобода                                                      | А. Гарнизов                                               | Е. Муравьёв | Песня была издана на CD «С днём рождения». Помимо версии, изданной на CD, существуют две сокращенные версии этой песни, а также версия, прозвучавшая в полуфинале фестиваля «Песня года» в 2003 г.                                                                   |
| 2003       | 2005        | Прощай, любовь (дуэт с А. Гарнизовым)                        | А. Гарнизов                                               | А. Гарнизов | Песня была издана на CD «С днём рождения» |
| 2003       | 2019        | Гимн Ямбургу                                                 | А. Гарнизов                                               | Ю. Гарин | Была исполнена в концерте «Газпрому — 10 лет» Песня была издана в цифровом варианте на различных музыкальных площадках |
| 2003       | -           | Голубой поток (сборная песня)                                | И. Корнилов                                               | М. Гончарова | Исполнялась с другими звёздами на концерте, посвящённом десятилетию «Газпрома» |
| 2003       | -           | Гимн Санкт-Петербургу (сборная песня)                        | А. Добронравов                                            | Е. Муравьёв, Л. Фомина | Представлена на сборнике Александра Добронравова «Санкт-Петербург». Исполнялась с другими звёздами, была посвящена 300-летию Санкт-Петербурга в 2003 г. |
| 2003       | 2019        | Может быть                                                   | А. Гарнизов                                               | Н. Шемятенкова | Песня была издана в цифровом варианте на различных музыкальных площадках |
| 2003       | 2019        | Свадьба                                                      | А. Гарнизов                                               | Е. Муравьёв | Песня была издана в цифровом варианте на различных музыкальных площадках |
| 2003       | 2019        | Чужая                                                        | А. Гарнизов                                               | Н. Денисов | Представлена на сборнике «Популярная радиодвадцатка» Песня была издана в цифровом варианте на различных музыкальных площадках |
| 2003       | 2019        | Гроза                                                        | А. Гарнизов                                               | Е. Муравьёв | Помимо студийной версии, существует ещё концертная версия, исполняемая в гастрольном туре, с немного изменёнными словами Песня была издана в цифровом варианте на различных музыкальных площадках                                                                    |
| 2003       | 2019        | Осень                                                        | А. Гарнизов                                               | Ю. Гарин | Песня была издана в цифровом варианте на различных музыкальных площадках |
| 2003       | 2019        | Стена плача                                                  | А. Гарнизов                                               | Ю. Гарин | Песня была издана в цифровом варианте на различных музыкальных площадках |
| 2003       | 2019        | Отпусти меня (Незаконный мой) (ремейк)                       | А. Гарнизов                                               | Ю. Гарин | Песня была издана в цифровом варианте на различных музыкальных площадках |
| 2003       | -           | Грешная любовь (дуэт с А. Гарнизовым)                        | А. Гарнизов                                               | С. Осиашвили | Представлена на сборнике «Самые сливки шансона» |
| 2003       | -           | Високосный мой                                               | А. Гарнизов                                               | Л. Фомина | Песня была исполнена в live-версии в шоу-программе «Салют, любовь». Известны две live-версии с изменённым текстом. Студийная версия отсутствует, её существование можно лишь косвенно предполагать                                                                   |
| 2003       | 2005        | С днём рождения                                              | А. Гарнизов                                               | Е. Муравьёв | Песня была издана на CD «С днём рождения» |
| 2004       | 2019        | Беда                                                         | В. Высоцкий                                               | В. Высоцкий | Помимо студийной версии, существует ещё концертная версия, исполняемая в гастрольном туре, с немного изменёнными словами Песня была издана в цифровом варианте на различных музыкальных площадках                                                                    |
| 2004       | 2019        | Моя Россия                                                   | А. Гарнизов                                               | Н. Зиновьев | Песня была издана в цифровом варианте на различных музыкальных площадках |
| 2004       | -           | С днём рождения (ремейк)                                     | А. Гарнизов                                               | Е. Муравьёв | |
| 2004       | -           | Оловянный солдатик (Баллада о солдате)                       | А. Гарнизов                                               | Е. Муравьёв | |
| 2004       | 2019        | Угости меня шампанским                                       | А. Гарнизов                                               | Е. Муравьёв | Представлена на сборниках «XXL» и «Да здравствует, Шансон» Песня была издана в цифровом варианте на различных музыкальных площадках |
| 2004       | 2019        | Воздушный шарик                                              | А. Гарнизов                                               | Е. Муравьёв | Песня была издана в цифровом варианте на различных музыкальных площадках |
| 2004       | -           | Колея (дуэт с А. Гарнизовым)                                 | А. Гарнизов                                               | Е. Муравьёв | |
| 2004       | -           | Коктейль любви (дуэт с А. Гарнизовым)                        | А. Гарнизов                                               | Е. Муравьёв | |
| 2004       | -           | Глоток вина                                                  | А. Гарнизов                                               | Е. Муравьёв | |
| 2004       | -           | Попурри (версия 2004 г.)                                     | И. Николаев, В. Чайка, И. Крутой, А. Укупник, А. Гарнизов | И. Николаев, Л. Рубальская, С. Осиашвили, Е. Муравьёв, И. Резник, Ю. Гарин, П. Жагун, И. Кохановский, С. Сигарев             | |
| 2004       | 2019        | Стеклянный дом                                               | А. Гарнизов                                               | Е. Муравьёв | Песня была издана в цифровом варианте на различных музыкальных площадках |
| 2004       | 2019        | Зеркало с трещиной                                           | А. Гарнизов                                               | Е. Муравьёв | Песня была издана в цифровом варианте на различных музыкальных площадках |
| 2004       | 2019        | Радуйтесь                                                    | А. Гарнизов                                               | Е. Муравьёв | Песня была издана в цифровом варианте на различных музыкальных площадках |
| 2004       | 2019        | Короли                                                       | А. Гарнизов                                               | Е. Муравьёв | Песня была издана в цифровом варианте на различных музыкальных площадках |
| 2004       | 2018        | С Новым годом                                                | А. Гарнизов                                               | Е. Муравьёв | Песня была издана в цифровом варианте на различных музыкальных площадках |
| 2004       | 2004        | Колея (дуэт с М. Шуфутинским)                                | А. Гарнизов                                               | Е. Муравьёв | Песня была издана на CD «Пополам» |
| 2004       | 2004        | Посылочка                                                    | А. Гарнизов                                               | Е. Муравьёв | Песня была издана на CD «Пополам» |
| 2004       | 2004        | Не верь, не бойся                                            | А. Гарнизов                                               | Е. Муравьёв | Песня была издана на CD «Пополам» |
| 2004       | 2004        | Новогодние сны (дуэт с М. Шуфутинским)                       | А. Гарнизов                                               | Е. Муравьёв | Песня была издана на CD «Пополам» |
| 2004       | 2005        | Скажи                                                        | А. Гарнизов                                               | Е. Муравьёв | Песня была издана на CD «С днём рождения» |
| 2004       | 2005        | Время от времени (Гостиница)                                 | А. Гарнизов                                               | Е. Муравьёв | Песня была издана на CD «С днём рождения» |
| 2004       | 2005        | Луна                                                         | А. Гарнизов                                               | Е. Муравьёв | Песня была издана на CD «С днём рождения» |
| 2004       | 2005        | Майами                                                       | А. Гарнизов                                               | Е. Муравьёв | Песня была издана на CD «С днём рождения» |
| 2004       | 2005        | Коктейль любви (дуэт с В. Леонтьевым)                        | А. Гарнизов                                               | Е. Муравьёв | Песня была издана на CD «С днём рождения» |
| 2004       | 2005        | Тайна                                                        | А. Гарнизов                                               | Е. Муравьёв | Песня была издана на CD «С днём рождения» |
| 2005       | 2005        | Алло, любовь                                                 | А. Гарнизов                                               | Е. Муравьёв | Песня была издана на CD «С днём рождения». Помимо версии, изданной на CD, существует более ранняя, концертная версия этой песни |
| 2005       | 2005        | Чао, чао                                                     | А. Гарнизов                                               | Е. Муравьёв | Песня была издана на CD «С днём рождения» |
| 2005       | -           | Мы продолжаем шоу (дуэт с Е. Шифриным)                       | А. Гарнизов                                               | Е. Муравьёв | |
| 2005       | -           | Попурри песен Ларисы Рубальской                              | В. Чайка, А. Укупник, В. Добрынин                         | Л. Рубальская | |
| 2005       | -           | Тёмная лошадка (ремейк)                                      | Д. Тухманов                                               | Л. Рубальская | |
| 2005       | 2007        | Сведу с ума (ремейк)                                         | А. Сычёв                                                  | С. Соколкин | Песня издана на CD «Аллегрова 2007» |
| 2006       | -           | С днём рождения (дуэт с А. Гурковой)                         | А. Гарнизов                                               | Е. Муравьёв | Песня была исполнена на отчётном концерте «Фабрики звёзд — 6» |
| 2006       | -           | Скажи (дуэт с П. Шаляпиным)                                  | А. Гарнизов                                               | Е. Муравьёв | Песня была исполнена на отчётном концерте «Фабрики звёзд — 6» |
| 2006       | 2019        | Маэстро                                                      | И. Аллегрова                                              | Ю. Гарин | Песня была издана в цифровом варианте на различных музыкальных площадках |
| 2006       | 2019        | За тех, кто рядом                                            | О. Фельцман                                               | Ю. Гарин | Песня была издана в цифровом варианте на различных музыкальных площадках |
| 2006       | 2019        | Александрит от Александра (ремейк)                           | А. Укупник                                                | Е. Муравьёв, Л. Фомина | Песня была издана в цифровом варианте на различных музыкальных площадках |
| 2006       | 2019        | Прощай                                                       | В. Чайка                                                  | В. Чайка, Е. Муравьёв | Помимо версии, использованной в шоу-программе «Из прошлого в будущее», существует более ранняя версия этой песни Песня была издана в цифровом варианте на различных музыкальных площадках                                                                            |
| 2006       | 2019        | Мой, мой                                                     | В. Чайка                                                  | В. Чайка, Е. Муравьёв | Песня была издана в цифровом варианте на различных музыкальных площадках |
| 2006       | -           | Палуба                                                       | В. Чайка                                                  | Е. Муравьёв | |
| 2006       | -           | Хава Нагила (дуэт с Л. Аллегровой)                           | народная                                                  | А. Ц. Идельсон | |
| 2006       | -           | Попурри (версия 2006 г.)                                     | И. Николаев, В. Чайка, И. Крутой, А. Укупник, А. Гарнизов | И. Николаев, Л. Рубальская, С. Осиашвили, Е. Муравьёв, И. Резник, Ю. Гарин, П. Жагун, И. Кохановский, С. Сигарев, К. Арсенев | |
| 2006       | -           | Я тучи разведу руками (ремейк) / версия 2006 г.              | И. Крутой                                                 | И. Резник | |
| 2006       | -           | Угонщица (ремейк) / версия 2006 г.                           | В. Чайка                                                  | Л. Рубальская | |
| 2006       | -           | Маленькой ёлочке (сборная песня)                             | М. Красев                                                 | З. Александрова | Была исполнена вместе с другими звёздами в новогоднем выпуске концертной программы «Две звезды» |
| 2006       | -           | Какое небо голубое (дуэт с Г. Лепсом)                        | А. Рыбников                                               | Б. Окуджава | Была исполнена в новогоднем выпуске концертной программы «Две звезды» |
| 2006       | -           | Жизнь-игра                                                   | В. Тихонов                                                | Л. Швецов | Песня записана в качестве саундтрека к сериалу «Ангель-хранитель», режиссёр Бата Недич |
| 2006       | 2007        | Алло                                                         | Н. Топчий                                                 | А. Лесто | Песня издана на CD «Аллегрова 2007» |
| 2006       | 2007        | Любовь со знаком минус                                       | А. Зубков                                                 | С. Осиашвили | Песня издана на CD «Аллегрова 2007» |
| 2006       | 2007        | Селяви                                                       | Н. Топчий                                                 | А. Лесто | Песня издана на CD «Аллегрова 2007», существует также более ранняя версия |
| 2006       | 2007        | Центы                                                        | В. Чайка                                                  | Е. Брускова | Песня издана на CD «Аллегрова 2007». Помимо версии, изданной на CD, существуют две расширенные версии этой песни |
| 2006       | 2007        | Померещилось                                                 | В. Чайка                                                  | В. Ионов | Песня издана на CD «Аллегрова 2007», существует также более ранняя версия |
| 2006       | 2007        | Ангел                                                        | В. Чайка                                                  | Е. Муравьёв | Песня издана на CD «Аллегрова 2007» |
| 2007       | 2007        | Миром правит любовь (Интро)                                  | В. Чайка                                                  | Е. Муравьёв | Песня издана на CD «Аллегрова 2007». Помимо версии, изданной на CD, существует версия с монологом |
| 2007       | -           | Миром правит любовь (кода)                                   | В. Чайка                                                  | Е. Муравьёв | |
| 2007       | 2007        | Оправданий нет                                               | Н. Топчий                                                 | А. Лесто | Песня издана на CD «Аллегрова 2007» |
| 2007       | 2007        | Грешная любовь (дуэт с С. Павлиашвили)                       | С. Павлиашвили                                            | Г. Карапетян | Песня издана на CD «Аллегрова 2007» |
| 2007       | 2007        | Не нужен                                                     | Н. Топчий                                                 | А. Лесто | Песня издана на CD «Аллегрова 2007» |
| 2007       | 2007        | Король и шут                                                 | В. Чайка                                                  | Ю. Гарин | Песня издана на CD «Аллегрова 2007» |
| 2007       | 2007        | Позолота                                                     | А. Ружицкий                                               | Е. Муравьёв | Песня издана на CD «Аллегрова 2007» |
| 2007       | 2007        | Не верю (Я тебе не верю) (дуэт с Г. Лепсом)                  | В. Дробыш                                                 | Е. Стюф | Песня издана на CD «Аллегрова 2007» |
| 2007       | 2019        | Два лица                                                     | Н. Топчий                                                 | А. Лесто | Помимо версии, использованной в шоу-программе «Из прошлого в будущее», существует более ранняя версия этой песни Песня была издана в цифровом варианте на различных музыкальных площадках                                                                            |
| 2007       | 2019        | Помолимся за родителей                                       | С. Павлиашвили                                            | К. Губин | Песня была издана в цифровом варианте на различных музыкальных площадках |
| 2007       | -           | Кавказец                                                     | В. Чайка                                                  | Е. Муравьёв | |
| 2007       | -           | Я тучи разведу руками (ремейк) / версия 2007 г.              | И. Крутой                                                 | И. Резник | |
| 2007       | -           | Два лица (дуэт с М. Тишманом)                                | Н. Топчий                                                 | А. Лесто | Песня была исполнена на отчётном концерте «Фабрики звёзд — 7» |
| 2007       | -           | С днём рождения (дуэт с К. Манго)                            | А. Гарнизов                                               | Е. Муравьёв | Песня была исполнена на отчётном концерте «Фабрики звёзд — 7» |
| 2007       | -           | Сквозняки (ремейк)                                           | В. Чайка                                                  | Л. Рубальская | |
| 2008       | 2010        | Княжна                                                       | А. Яшин                                                   | Н. Бровченко | Песня была издана на CD «Эксклюзивное издание» |
| 2008       | -           | Старый клён (дуэт с И. Кобзоном)                             | А. Пахмутова                                              | М. Матусовский | Была исполнена в новогоднем выпуске концертной программы «Две звезды» |
| 2009       | 2010        | Не обернусь                                                  | С. Арестов                                                | О. Коротникова | Песня была издана на CD «Эксклюзивное издание» и «Перезагрузка. Перерождение». Помимо двух версий, изданных на CD, существует ещё одна, ранняя версия |
| 2009       | 2010        | Благодарю                                                    | Е. Шашин                                                  | А. Куделинская | Песня была издана на CD «Эксклюзивное издание» |
| 2009       | 2010        | Армия                                                        | А. Сандул                                                 | А. Сандул | Песня была издана на CD «Эксклюзивное издание». Помимо версии, использованной в шоу-программе «Праздничное шоу», существует более ранняя версия этой песни |
| 2009       | 2010        | Фасон                                                        | А. Алексин                                                | С. Осиашвили | Песня была издана на CD «Эксклюзивное издание». Помимо версии, использованной в шоу-программе «Праздничное шоу», существует более ранняя версия этой песни, а также расширенная версия с дополнительным припевом                                                     |
| 2009       | 2010        | Замуж (Замуж за нормального)                                 | Е. Шашин                                                  | С. Соколкин, Е. Муравьёв | Песня была издана на CD «Эксклюзивное издание». Помимо версии, использованной в шоу-программе «Праздничное шоу», существует более ранняя версия этой песни с другим текстом                                                                                          |
| 2009       | 2010        | Женщина с прошлым                                            | В. Лоткин                                                 | Е. Муравьёв | Песня была издана на CD «Эксклюзивное издание» |
| 2009       | 2010        | Кому какая разница                                           | М. Шевченко                                               | М. Шевченко | Песня была издана на CD «Эксклюзивное издание» |
| 2009       | 2019        | Орех                                                         | Е. Шашин                                                  | Е. Небылова | Песня была издана в цифровом варианте на различных музыкальных площадках |
| 2009       | -           | Фасон (дуэт с Ю. Гальцевым)                                  | А. Алексин                                                | С. Осиашвили | Была исполнена в Бенефисе «Исповедь несломленной женщины» |
| 2009       | -           | Угонщица (ремейк) / версия 2009 г.                           | В. Чайка                                                  | Л. Рубальская | Была исполнена в Бенефисе «Исповедь несломленной женщины» |
| 2009       | -           | Незаконченный роман (дуэт с М. Шуфутинским)                  | И. Крутой                                                 | К. Арсенев | Была исполнена в Бенефисе «Исповедь несломленной женщины» |
| 2009       | 2019        | Армения                                                      | И. Баграмов                                               | М. Ерёмина | Помимо студийной версии, существует ещё концертная версия Песня была издана в цифровом варианте на различных музыкальных площадках |
| 2010       | 2010        | Шаг до любви                                                 | И. Баграмов                                               | М. Ерёмина, М. Смирягин | Песня была издана на CD «Эксклюзивное издание». Помимо версии, использованной в шоу-программе «Праздничное шоу», существуют две более ранние версии этой песни |
| 2010       | 2010        | Когда любовь умирает                                         | Е. Файфман                                                | Д. Толстов | Песня была издана на CD «Эксклюзивное издание» и «Перезагрузка. Перерождение» |
| 2010       | 2010        | Меня к тебе несёт                                            | И. Баграмов                                               | М. Ерёмина | Песня была издана на CD «Эксклюзивное издание» |
| 2010       | 2019        | Книга жизни                                                  | И. Баграмов                                               | М. Ерёмина | Песня была издана в цифровом варианте на различных музыкальных площадках |
| 2010       | -           | Книга жизни (кода)                                           | И. Баграмов                                               | М. Ерёмина | |
| 2010       | -           | Мистер Икс (Ария Мистера Икса)                               | И. Кальман                                                | И. Зарубин, О. Фадеева | Ария из оперетты И. Кальмана «Принцесса цирка» |
| 2010       | -           | Без женщин                                                   | И. Кальман                                                | В. Михайлов | Ария из оперетты И. Кальмана «Принцесса цирка» |
| 2010       | -           | Диалог (дуэт с Л. Аллегровой)                                | И. Крутой                                                 | М. Ерёмина | Песня — ремейк песни «Монолог», записанной И. Аллегровой сольно для альбома «Незаконченный роман», но с изменённым текстом для дуэта |
| 2010       | -           | Императрица (ремейк)                                         | И. Николаев                                               | И. Николаев | |
| 2010       | -           | Угонщица (ремейк) / версия 2010 г.                           | В. Чайка                                                  | Л. Рубальская | |
| 2010       | -           | Я больше не хочу (дуэт с С. Пенкиным)                        | О. Кваша                                                  | В. Панфилов | |
| 2010       | -           | Две звезды (дуэт с И. Николаевым)                            | И. Николаев                                               | И. Николаев | |
| 2010       | -           | Свадебные цветы (ремейк)                                     | И. Николаев                                               | И. Николаев | Представлена на авторском сборнике Игоря Крутого и Игоря Николаева «Мой друг» |
| 2010       | -           | Привет, Андрей (ремейк)                                      | И. Николаев                                               | И. Николаев | |
| 2010       | -           | Озеро надежды (ремейк)                                       | И. Николаев                                               | И. Николаев | В 2010 г., равно как в 1991 г., песня не была представлена публике |
| 2010       | -           | Мой ласковый и нежный зверь (ремейк)                         | И. Николаев                                               | С. Сигарев | |
| 2010       | -           | Купите бублички                                              | народная                                                  | народные | |
| 2010       | -           | Сиреневый туман (дуэт с А. Буйновым)                         | Я. Сашин                                                  | М. Матусовский | Была исполнена в новогоднем выпуске концертной программы «Две звезды» |
| 2011       | 2015        | Красиво любить                                               | А. Ружицкий                                               | А. Ружицкий | Песня была издана на CD «Перезагрузка. Перерождение» |
| 2011       | 2019        | Ты не такой                                                  | М. Черкес                                                 | М. Черкес | Песня была издана в цифровом варианте на различных музыкальных площадках |
| 2011       | 2019        | Нас друг для друга создал Бог                                | Р. Паулс                                                  | Е. Евтушенко | Представлена на авторском сборнике Раймонда Паулса «Дай Бог» Песня была издана в цифровом варианте на различных музыкальных площадках |
| 2011       | 2019        | Есаул                                                        | О. Газманов                                               | О. Газманов | Песня была издана в цифровом варианте на различных музыкальных площадках |
| 2011       | -           | Песня остаётся с человеком (сборная песня) / версия 2011 г.  | А. Островский                                             | С. Островой | Исполнялась с другими звёздами на финальном концерте фестиваля «Песня года» 2011 г. Партия в первом куплете в дуэте с Львом Лещенко |
| 2011       | -           | Пять минут (сборная песня)                                   | А. Лепин                                                  | В. Коростылёв, В. Лифшиц | Исполнялась с другими звёздами в концертной программе «Очень Новый год» |
| 2011       | -           | Две звезды (сборная песня)                                   | И. Николаев                                               | И. Николаев | Исполнялась с другими звёздами в концертной программе «ДОстояние РЕспублики. Игорь Николаев» |
| 2011       | -           | Я тучи разведу руками (ремейк) / версия 2011 г.              | И. Крутой                                                 | И. Резник | |
| 2011       | -           | Бабы-стервы (ремейк)                                         | И. Крутой                                                 | С. Осиашвили | |
| 2011       | 2015        | Рюмка водки (соло)                                           | Е. Григорьев                                              | Е. Григорьев | Песня была издана на CD «Перезагрузка. Перерождение» |
| 2011       | -           | Рюмка водки (дуэт с Лолитой)                                 | Е. Григорьев                                              | Е. Григорьев | Исполнялась в концертной программе «Оливье-шоу» |
| 2012       | -           | Глупый мальчишка (ремейк)                                    | И. Николаев                                               | И. Николаев | |
| 2012       | -           | Пролог (Монолог, Автограф) (ремейк)                          | А. Ситковецкий                                            | М. Пушкина, Б. Баркас | |
| 2012       | 2019        | Полосатая                                                    | В. Бодолика                                               | К. Губин | Песня была издана в цифровом варианте на различных музыкальных площадках |
| 2012       | 2012        | Жаль                                                         | К. Губин                                                  | К. Губин | Песня была издана на CD «Эксклюзивное издание». Помимо версии, изданной на CD, существует версия этой песни, исполненная в «Юбилейном концерте» в 2012 г. |
| 2012       | 2019        | Три мужа                                                     | И. Баграмов                                               | М. Ерёмина | Песня была издана в цифровом варианте на различных музыкальных площадках |
| 2012       | 2019        | Москвичи и москвички (дуэт с И. Баграмовым)                  | И. Баграмов                                               | И. Баграмов, М. Смирягин | Песня была издана в цифровом варианте на различных музыкальных площадках |
| 2012       | 2019        | Города (версия 2012 г.)                                      | И. Баграмов                                               | М. Ерёмина, М. Смирягин | Песня была издана в цифровом варианте на различных музыкальных площадках |
| 2012       | 2019        | Наводнение                                                   | В. Блехер                                                 | Н. Олев | Песня была издана в цифровом варианте на различных музыкальных площадках |
| 2012       | 2019        | Твои следы                                                   | А. Бабаджанян                                             | Е. Евтушенко | Песня была издана в цифровом варианте на различных музыкальных площадках |
| 2012       | 2019        | Центы (дуэт с «Jah-Far и ManTana»)                           | В. Чайка, К.Коджоян                                       | В. Чайка, К.Коджоян | Песня была издана в цифровом варианте на различных музыкальных площадках |
| 2012       | -           | Обалденные глаза (ремейк)                                    | А. Лукьянов                                               | С. Соколкин | |
| 2012       | -           | Люблю мужчин (ремейк)                                        | И. Крутой                                                 | Ю. Кадышева | |
| 2013       | 2014        | Птица                                                        | И. Баграмов                                               | М. Ерёмина | Песня была издана на CD «Эксклюзивное издание» и в цифровой версии альбома «Перезагрузка. Перерождение». Помимо этих двух версий, существует live-версия, исполненная на «Новой Волне» в Юрмале                                                                      |
| 2013       | 2014        | ХОККЕЙНАЯ-ПОБЕДНАЯ (Шайбу,шайбу)                             | И. Баграмов                                               | М. Ерёмина | Песня была издана на CD «Эксклюзивное издание» |
| 2013       | -           | Ой, не надо (ремейк)                                         | А. Укупник                                                | Л. Рубальская | |
| 2013       | -           | Птицы летят на север (сборная песня)                         | А. Укупник                                                | Е. Муравьёв | Исполнялась с другими звёздами на юбилейном концерте А. Укупника |
| 2013       | 2019        | Посвящение родителям                                         | В. Лоткин                                                 | С. Осиашвили | Песня была издана в цифровом варианте на различных музыкальных площадках |
| 2013       | -           | Города (версия 2013 г.)                                      | И. Баграмов                                               | М. Ерёмина, М. Смирягин | |
| 2013       | -           | Странник мой (ремейк) / версия 2013 г.                       | И. Николаев                                               | И. Николаев | |
| 2013       | -           | Незаконченный роман (дуэт с И. Крутым) (ремейк)              | И. Крутой                                                 | К. Арсенев | |
| 2013       | -           | Незаконченный роман (дуэт с Д. Биланом)                      | И. Крутой                                                 | К. Арсенев | Существует только live-версия, исполненная в программе «Достояние республики», посвящённой И. Аллегровой |
| 2013       | -           | С днём рождения (с группой Иванушки International)           | А. Гарнизов                                               | Е. Муравьёв | |
| 2013       | 2019        | Ау (соло)                                                    | А. Розенбаум                                              | А. Розенбаум | Песня была издана в цифровом варианте на различных музыкальных площадках |
| 2013       | 2019        | Ау (дуэт с А. Розенбаумом)                                   | А. Розенбаум                                              | А. Розенбаум | Песня была издана в цифровом варианте на различных музыкальных площадках |
| 2013       | 2019        | Вьюга-зима                                                   | А. Яшин                                                   | В. Яшин, М. Ерёмина | Песня была издана в цифровом варианте на различных музыкальных площадках |
| 2013       | 2014        | Первая любовь — любовь последняя (дуэт со Славой)            | В. Дробыш                                                 | В. Дробыш, А. Сланевская | Песня была издана на CD «Эксклюзивное издание» |
| 2013       | 2015        | Первая любовь — любовь последняя (соло)                      | В. Дробыш                                                 | В. Дробыш, А. Сланевская | Песня была издана на CD «Перезагрузка. Перерождение» |
| 2014       | 2019        | Майский вальс                                                | И. Лученок                                                | М. Ясень | Песня была издана в цифровом варианте на различных музыкальных площадках |
| 2014       | -           | Мечта сбывается (сборная песня)                              | Ю. Антонов                                                | М. Танич | Исполнялась с другими звёздами на открытии фестиваля «Пять звёзд» в Крыму |
| 2014       | 2018        | Новый год (Новогодняя)                                       | В. Бодолика                                               | К. Губин | Песня была издана в цифровом варианте на различных музыкальных площадках |
| 2014       | -           | Песня остаётся с человеком (сборная песня) версия 2014 г.    | А. Островский                                             | С. Островой | Исполнялась с другими звёздами на финальном концерте фестиваля «Песня года» 2014 г. Партия во втором куплете |
| 2014       | 2015        | Ключи от рая                                                 | И. Баграмов, М. Смирягин                                  | М. Ерёмина, М. Смирягин | Песня была издана на CD «Перезагрузка. Перерождение» |
| 2014       | 2015        | Любовь — жадная дура                                         | К. Губин                                                  | К. Губин | Песня была издана на CD «Перезагрузка. Перерождение» |
| 2014       | 2018        | Триста шестьдесят пять (365) дней                            | А. Лукьянов                                               | Н. Касимцева | Песня была издана в цифровом варианте на различных музыкальных площадках |
| 2015       | 2015        | Перезагрузка                                                 | К. Губин                                                  | К. Губин | Песня была издана на CD «Перезагрузка. Перерождение» |
| 2015       | 2021        | Любовь, к счастью, прошла                                    | Д. Карпинчик                                              | Н. Касимцева | Песня была издана в цифровом варианте на различных музыкальных площадках |
| 2015       | -           | Золото любви (ремейк)                                        | И. Крутой                                                 | И. Николаев | Исполнена на концерте «Императрица и два маэстро» в рамках фестиваля Новая Волна в г. Сочи 2015 год |
| 2015       | -           | Миражи (дуэт с И. Николаевым) (ремейк)                       | И. Николаев                                               | И. Николаев | |
| 2015       | -           | Ангел-хранитель мой (сборная песня) (ремейк)                 | И. Крутой                                                 | И. Николаев | Исполнялась с другими звёздами в шоу-программе «Императрица и два маэстро» в Сочи |
| 2015       | 2021        | Отель «Вот и всё»                                            | Ю. Чернавский                                             | А. Маркевич | Песня была издана в цифровом варианте на различных музыкальных площадках |
| 2015       | 2015        | Не верю (Я тебе не верю) (соло)                              | В. Дробыш                                                 | Е. Стюф | Песня была издана на CD «Перезагрузка. Перерождение» |
| 2015       | 2015        | Сумка                                                        | К. Губин                                                  | К. Губин | Песня была издана на CD «Перезагрузка. Перерождение» |
| 2015       | 2015        | Муж, с которым ты живёшь                                     | И. Баграмов, М. Смирягин                                  | М. Ерёмина, М. Смирягин | Песня была издана на CD «Перезагрузка. Перерождение» |
| 2015       | 2015        | Цветы без повода                                             | К. Губин                                                  | К. Губин | Песня была издана на CD «Перезагрузка. Перерождение» |
| 2015       | 2015        | Один на миллион                                              | М. Орлов                                                  | М. Ерёмина | Песня была издана на CD «Перезагрузка. Перерождение» |
| 2015       | 2015        | Алиби                                                        | К. Губин                                                  | К. Губин | Песня была издана на CD «Перезагрузка. Перерождение» |
| 2015       | 2015        | Вымолю любовь                                                | К. Губин                                                  | К. Губин | Песня была издана на CD «Перезагрузка. Перерождение» |
| 2015       | 2015        | Время — деньги, деньги — вода                                | К. Губин                                                  | К. Губин | Песня была издана на CD «Перезагрузка. Перерождение» |
| 2015       | 2015        | Жить и любить                                                | К. Губин                                                  | К. Губин | Песня была издана на CD «Перезагрузка. Перерождение» |
| 2015       | 2015        | Шоу продолжается                                             | И. Баграмов                                               | М. Ерёмина | Песня была издана на CD «Перезагрузка. Перерождение» |
| 2015       | 2015        | По МКАДу                                                     | И. Баграмов, М. Смирягин                                  | М. Ерёмина, М. Смирягин | Песня была издана в цифровой версии альбома «Перезагрузка. Перерождение». Помимо версии, выпущенной в цифровом издании альбома, существует концертная версия из телеверсии «Перезагрузка»                                                                            |
| 2015       | 2015        | Странники                                                    | И. Баграмов                                               | М. Ерёмина | Песня была издана в цифровой версии альбома «Перезагрузка. Перерождение» |
| 2015       | -           | Странник мой… (ремейк) / версия 2015 г.                      | И. Николаев                                               | И. Николаев | |
| 2016       | 2019        | Ангел завтрашнего дня (дуэт с Г. Лепсом) (ремейк)            | Е. Кобылянский                                            | К. Кавалерян | Песня была издана в цифровом варианте на различных музыкальных площадках |
| 2016       | 2019        | Девятое марта                                                | К. Губин                                                  | К. Губин | Песня была издана в цифровом варианте на различных музыкальных площадках |
| 2016       | 2016        | Made in Russia                                               | К. Губин                                                  | К. Губин | Песня была издана на CD «Перезагрузка. Перерождение» |
| 2016       | 2016        | Кино о любви (дуэт с IVAN)                                   | В. Дробыш                                                 | Л. Дэли | Песня была издана в цифровом варианте на площадках ITINES, GOOGLE PLAY |
| 2016       |             | Кино о любви (соло)                                          | В. Дробыш                                                 | Л. Дэли | |
| 2016       | 2021        | Зрелая любовь                                                | К. Губин                                                  | К. Губин | Песня была издана в цифровом варианте на различных музыкальных площадках |
| 2016       | -           | Цветы без повода (дуэт с Н. Басковым)                        | К. Губин                                                  | К. Губин | |
| 2016       | -           | Песня остаётся с человеком (сборная песня) версия 2016 г.    | А. Островский                                             | С. Островой | Исполнялась с другими звёздами на финальном концерте фестиваля «Песня года» 2016 г. Партия в первом куплете |
| 2016       | 2018        | Прими мои поздравления                                       | К. Губин                                                  | К. Губин | Песня была издана в цифровом варианте на различных музыкальных площадках |
| 2017       | 2019        | Медаль за мужество                                           | К. Губин                                                  | К. Губин | Песня была издана в цифровом варианте на различных музыкальных площадках |
| 2017       | 2019        | Моно                                                         | К. Губин                                                  | К. Губин | Песня была издана в цифровом варианте на различных музыкальных площадках |
| 2017       | 2019        | Дай Бог, не в последний раз                                  | К. Губин                                                  | К. Губин | Песня была издана в цифровом варианте на различных музыкальных площадках |
| 2017       | 2022        | Верьте в любовь, девчонки (ремейк)                           | И. Николаев                                               | И. Николаев | Песня была издана в цифровом варианте на различных музыкальных площадках |
| 2017       | 2019        | Изменяла, изменяю и буду изменять                            | К. Губин                                                  | К. Губин | Песня была издана в цифровом варианте на различных музыкальных площадках |
| 2017       | 2019        | Моя семья                                                    | К. Губин                                                  | К. Губин | Песня была издана в цифровом варианте на различных музыкальных площадках |
| 2017       | 2019        | На курортах                                                  | К. Губин                                                  | К. Губин | Песня была издана в цифровом варианте на различных музыкальных площадках |
| 2017       | 2019        | Мне мама тихо говорила (Тебе же мама говорила)               | Х. Моше, С. Кугиумцис                                     | И. Резник, И. Аллегрова | Песня была издана в цифровом варианте на различных музыкальных площадках |
| 2017       | 2021        | Лебединая (дуэт с Г. Лепсом)                                 | И. Баграмов                                               | М. Ерёмина | Песня была издана в цифровом варианте на различных музыкальных площадках |
| 2017       | 2021        | Лови                                                         | С. Найдун                                                 | В. Ильичёв | Песня была издана в цифровом варианте на различных музыкальных площадках |
| 2018       | 2021        | Бывшие                                                       | К. Губин                                                  | К. Губин | Песня была издана в цифровом варианте на различных музыкальных площадках |
| 2018       | 2021        | Переключу                                                    | С. Найдун                                                 | В. Ильичёв | Песня была издана в цифровом варианте на различных музыкальных площадках |
| 2018       | 2019        | Частушки                                                     |                                                           | | Исполнены на концерте "Тет-а-Тет" в СК Олимпийский Песня была издана в цифровом варианте на различных музыкальных площадках |
| 2018       | -           | Качели (ремейк)                                              | А. Укупник                                                | Е. Муравьёв | Исполнена на концерте "Тет-а-Тет" в СК Олимпийский |
| 2018       | -           | Обними меня (ремейк)                                         | И. Азаров                                                 | Р. Лисиц | Исполнена на концерте "Тет-а-Тет" в СК Олимпийский |
| 2018       | -           | Убереги его (ремейк)                                         | И. Азаров                                                 | Р. Лисиц | Исполнена на концерте "Тет-а-Тет" в СК Олимпийский |
| 2018       | -           | Шоу продолжается (с хором Академии И. Крутого)               | И. Баграмов                                               | М. Ерёмина | |
| 2018       | -           | Города (сборная песня)                                       | И. Баграмов                                               | М. Ерёмина, М. Смирягин | Была исполнена в финале творческого вечера на фестивале «Новая Волна» |
| 2018       | -           | Монолог (дуэт с Р. К. Торрес)                                | И. Крутой                                                 | В. Пеленягрэ, М. Ерёмина | Данная версия — интегрированный вариант оригинальной версии песни «Монолог» 1998 г. (куплеты) и ее дуэтного ремейка «Диалог» 2010 г. с изменённым текстом (припевы).                                                                                                 |
| 2018       | 2021        | В городе серых облаков                                       | И. Крутой                                                 | И. Билык | Песня была издана в цифровом варианте на различных музыкальных площадках |
| 2018       | 2021        | Часовщик (соло)                                              | К. Губин                                                  | К. Губин | Песня была издана в цифровом варианте на различных музыкальных площадках |
| 2018       | 2019        | Часовщик (дуэт с В. Фетисовым)                               | К. Губин                                                  | К. Губин | Песня была издана в цифровом варианте на различных музыкальных площадках |
| 2018       | -           | С днём рождения (ремейк)                                     | А. Гарнизов                                               | Е. Муравьёв | |
| 2019       | -           | Младший лейтенант (ремейк)                                   | И. Николаев                                               | И. Николаев | |
| 2019       | -           | Свадебные цветы (ремейк)                                     | И. Крутой                                                 | И. Николаев | |
| 2019       | -           | Ангел-хранитель мой (сборная песня) (ремейк)                 | И. Крутой                                                 | И. Николаев | |
| 2020       | 2020        | Осень (дуэт с И. Крутым)                                     | И. Крутой                                                 | Л. Дербенёв | Песня была записана для видеоклипа с И. Крутым. Впервые исполнена на финальном концерте «Песня года» 2020 г. |
| 2021       | -           | Имя твоё                                                     | И. Крутой                                                 | М. Цветаева | |
| 2021       | -           | Песня остаётся с человеком (сборная песня) версия 2021 г.    | А. Островский                                             | С. Островой | Исполнялась с другими звёздами на финальном концерте фестиваля «Песня года» 2021 г. Партия во втором куплете в дуэте с Д. Биланом. |
| 2022       | -           | Незаконченный роман (под Созвездием Льва) (дуэт с И. Крутым) | И. Крутой                                                 | К. Арсенев К. Губин | |
| 2022       | 2023        | Молитва                                                      | И. Тян                                                    | О. Тян | Исполнялась в качестве премьеры на концерте фестиваля «Песня года» 2022 г. |
| 2023       | -           | Моя страна                                                   | К. Губин                                                  | К. Губин | Исполнена в праздничном концерте, посвященном 100-летию гражданской авиации России, 9 февраля 2023 год, ГКД. Переделана из песни «Моя семья» |
| 2023       | 2023        | Он моя часть                                                 | К. Губин                                                  | К. Губин | Исполнялась в качестве премьеры на концерте фестиваля «Песня года» 2023 г. |
| 2024       | -           | Голос ребенка (ремейк)                                       | О. Фельцман                                               | М. Рябинин | Исполнена в праздничном концерте «Будьте счастливы всегда!» ГКД, 07.03.2024 |
| 2024       | -           | Я -любовь (ремейк)                                           | О. Фельцман                                               | М. Рябинин | Исполнена на закрытии фестиваля "Новая волна" 2024, 30.08.2024 |
| 2024       | 2025        | Отче                                                         | К. Губин                                                  | К. Губин | Премьера состоялась на Юбилейном вечере Константина Губина, ГКД, 07.11.2024 |
| 2025       | 2025        | Трио "Девичий джаз"                                          | К. Губин                                                  | К. Губин | Премьера состоялась на праздничном концерте в честь 8 марта |
| 2025       | -           | День без выстрела на Земле                                   | Д. Тухманов                                               | М. Дудин | Исполнена на Юбилейном вечере Давида Тухманова |
| 2025       | -           | Гляжу в озера синие                                          | Л. Афанасьев                                              | И. Шаферан | Исполнена на концерте ко Дню России |